# 8273 Apatheia
8273 Apatheia este o planetă minoră (asteroid), cu un diametru de 4,769 km, din centura de asteroizi. A fost descoperită pe 29 noiembrie 1989 la Susono de Makio Akiyama⁠(d) și a fost numită după Apatie⁠(d). 
Obiectul prezintă o orbită caracterizată de o semiaxă mare de 2,605548 UAi, o excentricitate de 0,24, o înclinație de 5,04109 ° în raport cu ecliptica.